# Díselo a Jordi
Díselo a Jordi fue un talk show de televisión producido por Mandarina para la cadena española Telecinco, que lo emitió entre el 24 de febrero y el 3 de junio de 2007. Estaba presentado por Jordi González.
Inicialmente, el programa se emitía en directo las tardes de los fines de semana. Dos semanas después de su estreno, y tras cosechar resultados de audiencia inferiores a la media de la cadena, se suprimió su edición del sábado. Finalmente, Díselo a Jordi  se despidió del público tras vencer su contrato de 14 programas, que Telecinco decidió no renovar.

## Formato
Talk show de testimonios, protagonizado por personas anónimas, que acudían invitados al programa para explicar sus historias y vivencias, generalmente vinculadas a las relaciones interpersonales. Otros recursos frecuentes eran las sorpresas (reencuentros familiares, etc.), el uso del detector de mentiras y los análisis de ADN o el dating show.
En sus últimas entregas, además de los testimonios anónimos, fueron entrevistados personajes populares, como las cantantes Lorena Gómez y Shaila Dúrcal.

## Audiencias
| Temporada | Temporada | Episodios | Estreno               | Final              | Audiencia    | Audiencia | Audiencia |
| Temporada | Temporada | Episodios | Estreno               | Final              | Espectadores | Cuota     |           |
| --------- | --------- | --------- | --------------------- | ------------------ | ------------ | --------- | --------- |
|           | 1         | 14        | 24 de febrero de 2007 | 3 de junio de 2007 | 1 444 000    | 14,2%     |           |

### Primera temporada (2007)
| Temporada 1 |    |                       |                   |
| 1           | 1  | 24 de febrero de 2007 | 1 250 000 (11,4%) |
| 2           | 2  | 3 de marzo de 2007    | 1 052 000 (11,7%) |
| 3           | 3  | 11 de marzo de 2007   | 1 507 000 (14,8%) |
| 4           | 4  | 18 de marzo de 2007   | 1 719 000 (17,2%) |
| 5           | 5  | 25 de marzo de 2007   | 1 518 000 (13,8%) |
| 6           | 6  | 1 de abril de 2007    | 1 584 000 (14,0%) |
| 7           | 7  | 8 de abril de 2007    | 1 407 000 (14,2%) |
| 8           | 8  | 15 de abril de 2007   | 1 537 000 (14,8%) |
| 9           | 9  | 22 de abril de 2007   | 1 344 000 (14,1%) |
| 10          | 10 | 6 de mayo de 2007     | 1 302 000 (14,4%) |
| 11          | 11 | 13 de mayo de 2007    | 1 337 000 (13,5%) |
| 12          | 12 | 20 de mayo de 2007    | 1 588 000 (15,0%) |
| 13          | 13 | 27 de mayo de 2007    | 1 387 000 (13,8%) |
| 14          | 14 | 3 de junio de 2007    | 1 681 000 (16,8%) |